# Narathura shigae
Narathura shigae is een vlinder uit de familie van de Lycaenidae. De wetenschappelijke naam van de soort is voor het eerst geldig gepubliceerd in 1973 door Murayama & Okamura.